# هله یاکوبسن
هله یاکوبسن (انگلیسی: Helge Jacobsen; ۲ ژانویهٔ ۱۹۱۵ – ۲ اوت ۱۹۷۴) دوچرخه‌سوار اهل دانمارک بود.